# 南曼蘭
南曼蘭（瑞典語：Södermanland）是位於瑞典中部，斯韋阿蘭地區的一個舊省。與東約特蘭、內爾徹、西曼蘭和烏普蘭陸上接壤。